# 伊藤秀三
伊藤 秀三（いとう しゅうぞう、1932年 - 2025年5月6日）は、日本の生態学者。長崎大学名誉教授。専門は植物生態学。日本ガラパゴスの会会長、チャールズ・ダーウィン財団評議員、日本巨樹巨木林の会会長などをつとめる。

## 来歴
広島県竹原市出身。1955年、広島大学理学部生物学科卒業。同大学院理学研究科修了。理学博士。日本自然保護協会研究員などをへて、1970年長崎大学教養部教授となり、のち長崎大学環境科学部教授。1998年に退官し長崎大学名誉教授となる。
長崎県の島嶼部をはじめ、ハワイ諸島、ガラパゴス諸島、小笠原諸島の植生調査に従事。特に、ガラパゴス諸島については、1964年以来、計七回にわたって学術調査を行った。ガラパゴス研究の第一人者といわれる。
2001年、自然環境功労者環境大臣表彰受賞。
2014年、瑞宝中綬章受章。
2025年5月6日死去。93歳没。

## 著書
- 『群落の組成と構造』伊藤秀三編、朝倉書店、1977年
- 『雲仙・原生沼の研究』伊藤秀三編、長崎県環境部、1980年
- 『新版・ガラパゴス諸島 －「進化論」のふるさと』中公新書、1983年
- 『ガラパゴス諸島－生きものたちの進化と生態』岩波書店、1985年
- 『長崎県の無人島－その自然と生物』伊藤秀三、松岡數充共編、長崎県自然保護協会、1993年
- 『島の植物誌－進化と生態の謎』講談社、1994年
- 『ガラパゴス諸島－世界遺産 エコツーリズム エルニーニョ』 角川書店、2002年
- "Field notes of Galápagos Vegetation Studies in 1970 and 1978" Nagasaki University Library, 2009

## 訳書
- 『島の生命』 ジョン・スパークス著、講談社,1977年
- 『図説エコロジー環境生態の百科』キース・リード他著、宮脇昭, 伊藤秀三共訳、小学館,1979年

## 関連書
- 『島と海峡の自然と生物』伊藤秀三教授退官記念事業会編、1998年